# Ziua Victoriei (Azerbaidjan)
Ziua Victoriei (în azeră Zəfər Günü) este o sărbătoare publică în Azerbaidjan, care este celebrată în ziua de 8 noiembrie, ca amintire a victoriei acestei țări în Războiul din Nagorno-Karabah din 2020. Instituită prin decretul președintelui Azerbaidjanului din 2 decembrie 2020, sărbătoarea este celebrată în ziua recapturării orașului Shusha⁠(d). Ea este o sărbătoare nelucrătoare.

## Context
La 27 septembrie 2020 au izbucnit confruntări armate în regiunea disputată Nagorno-Karabah, care este controlată de facto de autoproclamata și nerecunoscuta Republică Arțah, dar aparține de jure Azerbaidjanului. Forțele azere au avansat mai întâi în raioanele Fuzuli⁠(d) și Jabrayil⁠(d), redobândind controlul asupra centrelor administrative ale acelor raioane. De acolo s-au îndreptat spre orașul Hadrut⁠(d). Trupele azere au avansat tot mai mult după ocuparea orașului Hadrut⁠(d) în jurul datei de 15 octombrie, iar pe măsură ce armenii au început să se retragă au preluat controlul asupra raioanelor Zangilan și Qubadli⁠(d). Lansând o ofensivă pentru capturarea raionului Lachin⁠(d), azerii au pătruns și în raionul Shusha⁠(d) prin pădurile și trecătorile sale montane.
După capturarea⁠(d) orașului Shusha⁠(d), a doua așezare umană ca mărime din regiunea Nagorno-Karabah, a fost semnat un acord de încetare a focului⁠(d) între președintele Azerbaidjanului, Ilham Aliyev, prim-ministrul Armeniei, Nikol Pașinian, și președintele Rusiei, Vladimir Putin, care a pus capăt tuturor ostilităților din zonă începând de la ora 00:00 (ora Moscovei⁠(d)) a zilei de 10 noiembrie 2020. Potrivit acordului, părțile aflate în conflict păstrau controlul asupra zonelor aflate în prezent sub controlul lor din Nagorno-Karabah, în timp ce Armenia urma să returneze Azerbaidjanului teritoriile înconjurătoare pe care le ocupase în 1994. Azerbaidjanul urma, de asemenea, să aibă acces terestru la exclava Nahicevan, aflată la granița cu Turcia și Iranul. Aproximativ 2.000 de soldați ruși urmau să fie dislocați ca forțe de menținere a păcii de-a lungul coridorului Lachin dintre Armenia și Nagorno-Karabah pentru un mandat de cel puțin cinci ani.

## Instituirea sărbătorii
La 2 decembrie 2020, președintele Azerbaidjanului, Ilham Aliyev, a semnat un decret privind instituirea Zilei Victoriei ca sărbătoare publică în Azerbaidjan. Ziua semnării acordului de încetare a focului⁠(d), care a pus capăt războiului, și a intrării sale în vigoare la ora Azerbaidjanului⁠(d), 10 noiembrie, urma să fie sărbătorită în Azerbaidjan drept Ziua Victoriei. Acest decret a fost anulat a doua zi. Data sărbătorii a fost schimbată cu cea de 8 noiembrie, ziua în care forțele azere au preluat controlul orașului Shusha⁠(d), deoarece data anterioară s-a suprapus cu Ziua Memorială⁠(d) a lui Mustafa Kemal Atatürk din Turcia. În ziua de 8 decembrie s-a anunțat că, la sugestia lui Aliyev, o nouă stație a liniei mov a Metroului din Baku (B3) va fi numită „8 noiembrie”.